# 彼女は海へ
『彼女は海へ』（かのじょはうみへ）は、2012年に公開予定の日本映画。

## 概略
二人は悲しみを乗り越えていく姿を描いたヒューマンドラマである。

## あらすじ
菜々子は息子を、裕介は母親を亡くた二人は、ピアノを通じて悲しみを乗り越えていく。

## スタッフ
- エグゼティブプロデューサー：辻裕之
- プロデューサー：渡邊清也、山村淳史
- 監督：辻裕之
- 脚本：山村淳史
- 製作：ロックライアードピクチャーズ
- 制作：T-REX FILM

## キャスト
- 菜々子：島田陽子
- 裕介：渡邉聖斗（幼少:西尾心）
- 勝：ダンカン
- つまみ枝豆
- 小沢仁志
- 名高達男
- 吉野公佳
- 倉持貢：石河朋樹
- 千葉誠太郎（HIROZ）